# Фелісія Балланже
Фелісія Балланже (фр. Félicia Ballanger, 12 червня 1971) — французька велогонщиця.
Олімпійська чемпіонка 1996 (спринт), 2000 (спринт), 2000 (гіт на 500 м) років.
Чемпіонка світу з трекових велоперегонів 1995 (спринт), 1995 (гіт на 500 м), 1996 (спринт), 1996 (гіт на 500 м), 1997 (спринт), 1997 (гіт на 500 м), 1998 (спринт), 1998 (гіт на 500 м), 1999 (спринт), 1999 (гіт на 500 м) років, срібна призерка 1994 року в спринті.